# Cachaca (género musical)
La cachaca es un término adoptado en Paraguay, para referirse a la cumbia mexicana, más específicamente en la línea de la música grupera, cuya influencia se percibió en el país a partir de la segunda mitad de los 1980s, con grupos como El Tiempo, Bronco (banda) o Los Bukis. En la década de los 1990’s tuvo su auge con los grupos precursores, pero a la vez se sumaron agrupaciones como: Mandingo, Guardianes del Amor, Los Rehenes, Los Temerarios, Grupo Bryndis, entre otros. 
Cabe destacar que para ese entonces surgieron los primeros grupos de cachaca paraguaya, entre ellos, Grupo Show Madrigal y Los Roller's. Para la década del 2000 la popularidad de la cachaca disminuyó, pero debido a la inmigración de paraguayos de la zonas rurales al exterior, sobre todo en Argentina, este género se traslada y se expande territorialmente por la difusión de las radios locales, provocando que surjan en esta etapa grupos como Refugio de Amor, Tiempo de Amor o Los Ponys dentro de la Provincia de Buenos Aires.
Se caracteriza por la reiteración rítmica, sin variaciones y por los textos generalmente de distintos caracteres, románticos, desamor y  a veces en menor intensidad erótico. Su difusión es alta en las zonas rurales de Paraguay y México, así como con mayor auge en la zona este y norte mexicano. En Argentina es escuchado en menor medida en provincias como Corrientes, Formosa y Misiones; también en Buenos Aires por la cantidad de inmigrantes paraguayos.

## Orígenes
A principios de los años 1970 varias bandas y solistas de cumbia colombiana como (Lisandro Meza, La Sonora Dinamita, etc.) empezaron a difundir su música en países como Paraguay. Más tarde el género obtuvo una gran repercusión en Bolivia y especialmente en Paraguay, donde recién en los años 2000 empezaron a ver los primeros intérpretes de cachaca paraguayos. La década de los 80 donde necesitaban un género musical que representara a la crisis económica, el patriotismo, el machismo, los amores desgraciados y los espacios rurales que se vivían en por ello, tomaron al vallenato colombiano, la chicha, la cumbia mexicana, el tex-mex, la cumbia norteña como música de identificación propia, que tenga que ver con el ser parte o el sentirse paraguayo. Discriminando su nombre original de música grupera, o Tecnocumbia por el del local Cachaca.

## Argentina
En la Argentina a principios de los años 90 la discográfica argentina Magenta Discos cuando la movida tropical de a poco se fue introduciendo de forma masiva en los medios argentinos. La disquera empezó a crear grupos que hacían covers de grupos mexicanos que eran desconocidos en Argentina. Bajo el nombre de Cachacas Favoritas se lanza una serie de compilados de grupos argentinos que hacen covers de música grupera, como Los Ávila, Los Dora2, Ternura, Commanche, Peluche, Volcán, María y los pura sangre, Complot, Bronk, Montana entre otros.
El empresario y conductor de TV Johnny Allon funda la bailanta y emisora de radio Cachaquísimo en 1994 en San Justo, zona oeste del gran Buenos Aires. Dedicada a la comunidad paraguaya de la zona y encargada de difundir cumbia mexicana bajo el nombre de cachaca.
Las bailantas Radio Studio de la Ciudad de Buenos Aires y Mbarete Bronco de la localidad de Avellaneda en la zona sur del gran Buenos Aires, ambas dedicadas a la comunidad paraguaya residente en Argentina, en conjunto con sus respectivas emisoras de radio. También la mayor parte de su programación consiste en cumbia mexicana bajo el nombre de cachaca.

## Popularidad
En la actualidad sigue sonando en los barrios marginales, zonas rurales de Paraguay, Argentina y Bolivia. En Paraguay es un fenómeno muy particular que se dio con este tipo de música que artistas como Lalo y los descalzos, el grupo es originario de la comunidad latina de California (Estados Unidos). Es técnicamente desconocido en el ambiente grupero de México. Pero en Paraguay goza de una popularidad, que es casi considerado un artista nacional. Y en la Argentina, debido a la gran inmigración paraguaya es asociado como un icono de música paraguaya, o un representante de lo que es el ser paraguayo en sí.
Otros artistas mexicanos como Javier Mora, o el Grupo Espartaco (formados por ex-integrantes del grupo El Tiempo), tienen su carrera realizada exclusivamente en Paraguay, habiendo grabado ahí, siendo figuras públicas solo en dicho país. Mientras que en su país de origen son completamente desconocidos. 
Otro artista notable del género es el grupo mexicano Bronco, que también es casi considerado un artista paraguayo. Tanto que su cantante José Guadalupe Esparza compró una propiedad en Paraguay, debido a que todos los años realiza largas giras en dicho país, y su figura está consolidada como lo que sería el ser paraguayo en sí.

## Composición
Si bien no posee una composición definida, todas las canciones cachaca o kachaka poseen una rítmica derivada de la cumbia tradicional, siendo en tiempo un poco más lenta, utilizando como instrumentos de percusión baterías acústicas o en la mayoría de los casos baterías eléctricas. Además de ello un grupo tradicional de este género cuenta también con una guitarra eléctrica, bajo eléctrico, un sintetizador o teclado eléctrico (este último siendo muy utilizado a la hora de realizar los solos), acordeón y, en algunos casos, hasta saxofón. Una gran influencia sobre este género lo tuvo Lalo y Los Descalzos que modificó totalmente este movimiento logrando expandirlo y hacer que muchos grupos tomen su estilo de interpretación y sonido como propios. Esta característica puede notarse en grupos como Refugio de Amor, Los Ponys, Rolo y Los Impecables, Frecuencia Trío.

## Enlaces
- EuroParaguay.com (sitio web que difunde gratuitamente música de cachaca o kchaka).
- (Crítica del Diario Última Hora sobre la popularidad de la cachaca en la pobreza paraguaya)

- Datos: Q5957561